# 19 de enero
El 19 de enero es el 19.º (decimonoveno) día del año del calendario gregoriano. Quedan 346 días para finalizar el año y 347 en los años bisiestos.

## Acontecimientos
- 928: en la España dominada por los musulmanes, el emir de Córdoba Abderramán III conquista Bobastro, en la actual Málaga, disolviendo la rebelión que había iniciado Hafsún unas décadas antes. Abderramán III hace enviar y leer una carta en todas las mezquitas del emirato jactándose de haber destruido el centro de la rebelión.

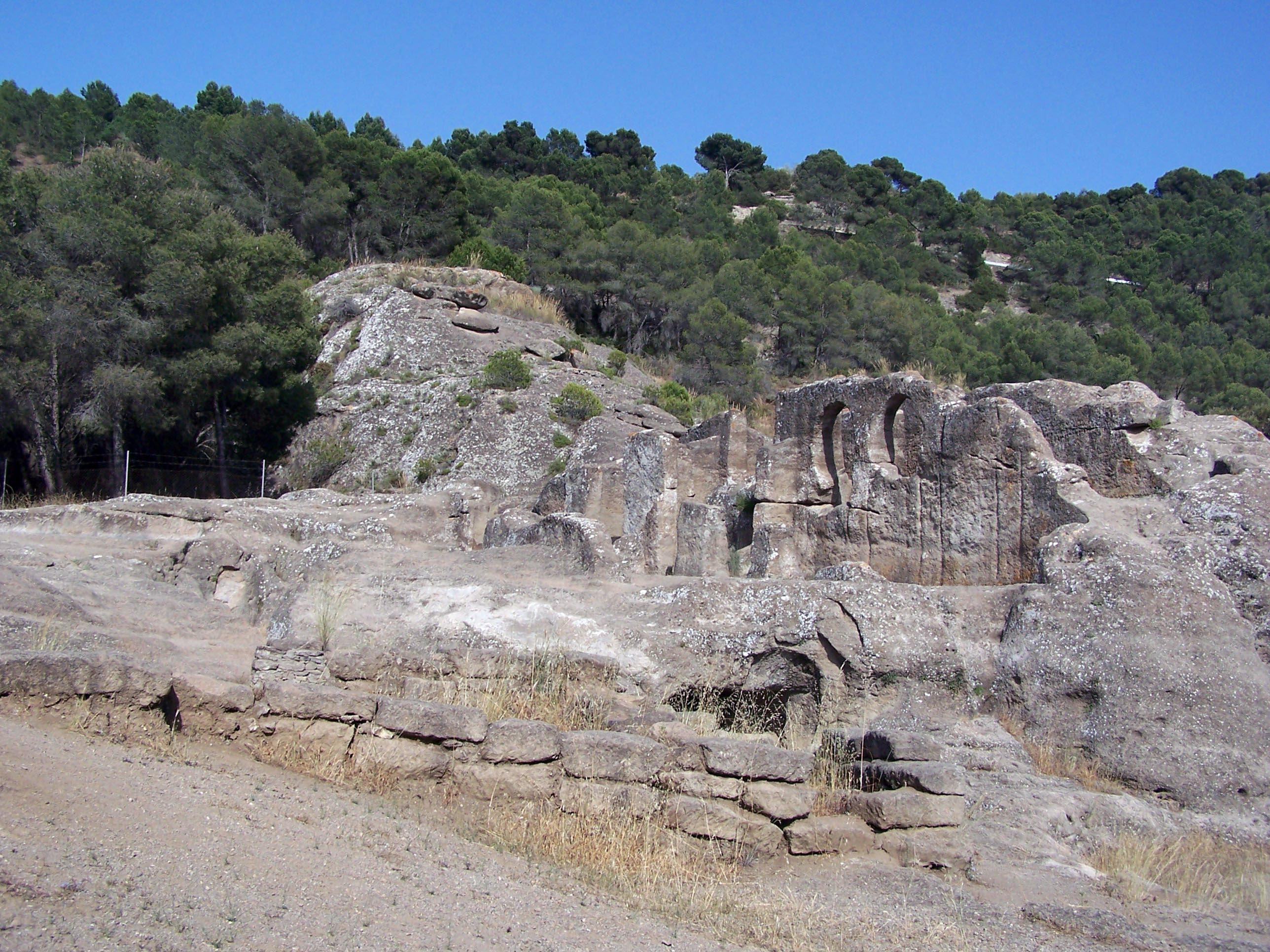
Ruinas de Bobastro, capital del territorio rebelado del guerrillero andalusí Omar ben Hafsún.

- 1419: en el marco de la guerra de los Cien Años, Ruan se rinde a Enrique V de Inglaterra quien completa así su conquista de Normandía.
- 1493: los reyes Fernando el Católico y Carlos VIII de Francia firman el Tratado de Barcelona por el cual Francia devuelve los condados de Rosellón y Cerdaña a España.
- 1511: la ciudad italiana de Mirandola se rinde ante Francia.
- 1520: Sten Sture el Joven (rey de Suecia) es mortalmente herido en la batalla de Bogesund.
- 1722: en la Ciudad de México, un violento incendio destruye el primer teatro que funcionó en ese país.
- 1759: la corona de Portugal decreta la expulsión de los jesuitas de todas sus colonias.
- 1764: en el Reino Unido, John Wilkes es expulsado de la Cámara de los Comunes por el delito de sedición.
- 1806: en la actual Sudáfrica, el Reino Unido ocupa el Cabo de Buena Esperanza.
- 1853: en Roma se estrena la ópera Il Trovatore de Giuseppe Verdi.
- 1869: En La Habana, José Martí y Fermín Valdés Domínguez editan el diario El Diablo Cojuelo.
- 1870: En Puerto Padre (provincia de Las Tunas) ―en el marco de la guerra de los Diez Años (1868-1878)― desembarca por la playa de Covarrubias la expedición mambisa del vapor Ania.
- 1880: el Congreso de los Diputados de España vota la abolición de la esclavitud en Cuba.
- 1881: En Perú ―en plena guerra del Pacífico―, el Ejército invasor chileno ingresa en Lima, tras dos días de cruentos combates en los alrededores de la capital peruana.
- 1892: En La Habana concluye el Congreso Obrero Regional.
- 1896: En el caserío de Tirado, en el municipio de San Luis (provincia de Pinar del Río), el mayor general Antonio Maceo con su vanguardia de la Columna Invasora combate contra las tropas españolas.
- 1903: Se realiza la primera transmisión regular transatlántica de radio entre los Estados Unidos y el Reino Unido.
- 1910: En Las Llanadas (provincia de Ciego de Ávila) el malocólogo y zoólogo cubano Carlos de la Torre explora las casimbas de la zona.
- 1913: Se funda el Cienfuegos Fútbol Club.
- 1915: En París, el químico Georges Claude patenta el primer tubo de neón, que se utilizará en carteles publicitarios.
- 1930: Walt Disney crea la primera versión de Mickey Mouse con el nombre de Mortimer.
- 1937: en Venezuela, el presidente Eleazar López Contreras decreta la fundación de Ciudad Ojeda como un núcleo para albergar en tierra firme a los habitantes de la población de Lagunillas de Agua.
- 1937: en Madrid se funda Radio Nacional de España.
- 1942: fuerzas del Japón ocupan Birmania durante la Segunda Guerra Mundial.
- 1949: Cuba reconoce a Israel.
- 1957: en Chile, se sepultan temporalmente los restos de Gabriela Mistral en el Mausoleo de la Sociedad de Profesores de Instrucción Primaria.
- 1964: en México, el club de fútbol Cruz Azul logra el ascenso a la primera división mexicana.
- 1965: Estados Unidos lanza la nave Gemini 2.
- 1966: en India, Indira Gandhi es elegida primera ministra.
- 1966: se aprueba en el Congreso de la República de Colombia la ley 2.º de 1966, por medio de la cual se crea el Departamento del Quindío.[1]
- 1969: en Praga (Checoslovaquia), el estudiante Jan Palach muere 3 días después de quemarse a lo bonzo en la plaza Wenzel, en protesta a la invasión de su país por parte de la Unión Soviética en 1968 y la suspensión de libertades individuales. Sus funerales derivan también en graves incidentes.
- 1971: se funda el Movimiento al Socialismo (MAS), producto de la división del Partido Comunista de Venezuela a finales de los años sesenta.
- 1973: se abre el calendario de la primera temporada del Campeonato Mundial de Rally con el Rally de Montecarlo.
- 1978: en Alemania el último Volkswagen Sedán deja las líneas de producción del país.
- 1983: en Estados Unidos, anuncian el Apple Lisa, el primer computador personal liberado al comercio, de la empresa Apple Computer, Inc. que tiene una interfaz de usuario gráfica y un ratón.
- 1989: en México se estrena la telenovela Carrusel de Niños protagonizada por Gabriela Rivero.
- 1998: en Costa Rica sale al aire la primera emisión del programa televisivo Noticias Repretel de Canal 6 (Repretel).
- 2006: comienzan a devolverse parte de los papeles de Salamanca originarios de Cataluña desde el Archivo General de la Guerra Civil, en Salamanca, hasta el Archivo Nacional de Cataluña, ubicado en San Cugat del Vallés (Barcelona).
- 2006: Estados Unidos lanza la sonda New Horizons al planeta enano Plutón.
- 2008: en España, el sacerdote jesuita Adolfo Nicolás es elegido superior general de la Compañía de Jesús.
- 2010: en Chile, la empresa Salo, S. A. se declara oficialmente en quiebra.
- 2012: Estados Unidos clausura la página web de transferencia de archivos Megaupload.
- 2012: La histórica empresa Eastman Kodak se declara en quiebra.
- 2020: en Chile se vandaliza la tumba del cantautor Víctor Jara.
- 2021: el Boca Juniors femenil venció 7-0 a sus pares de River en la final del Torneo de Transición 2020 y se coronó campeón del fútbol argentino, siendo este el primer campeonato profesional en el fútbol femenino de Argentina.
- 2023: En Lima (Perú), cientos de personas se congregan en la ciudad de Lima, dando inicio a una serie de manifestaciones en contra del gobierno de Dina Boluarte, llamada como "Toma de Lima".
- 2025: La aplicación TikTok es eliminada en todo Estados Unidos.
- 2025: Entra en vigor el Acuerdo de alto el fuego pactado el 15 de enero entre Israel y Hamás sobre la invasión de Gaza.

## Nacimientos
- 399: Pulcheria, religiosa y aristócrata romana, emperatriz de Oriente (f. 453).
- 1200: Dōgen, maestro y filósofo budista japonés (f. 1253).
- 1544: Francisco II, rey francés (f. 1560).
- 1736: James Watt, inventor británico (f. 1819).
- 1737: Jacques-Henri Bernardin de Saint-Pierre, escritor y botánico francés (f. 1814).
- 1747: Johann Elert Bode, astrónomo alemán (f. 1826).

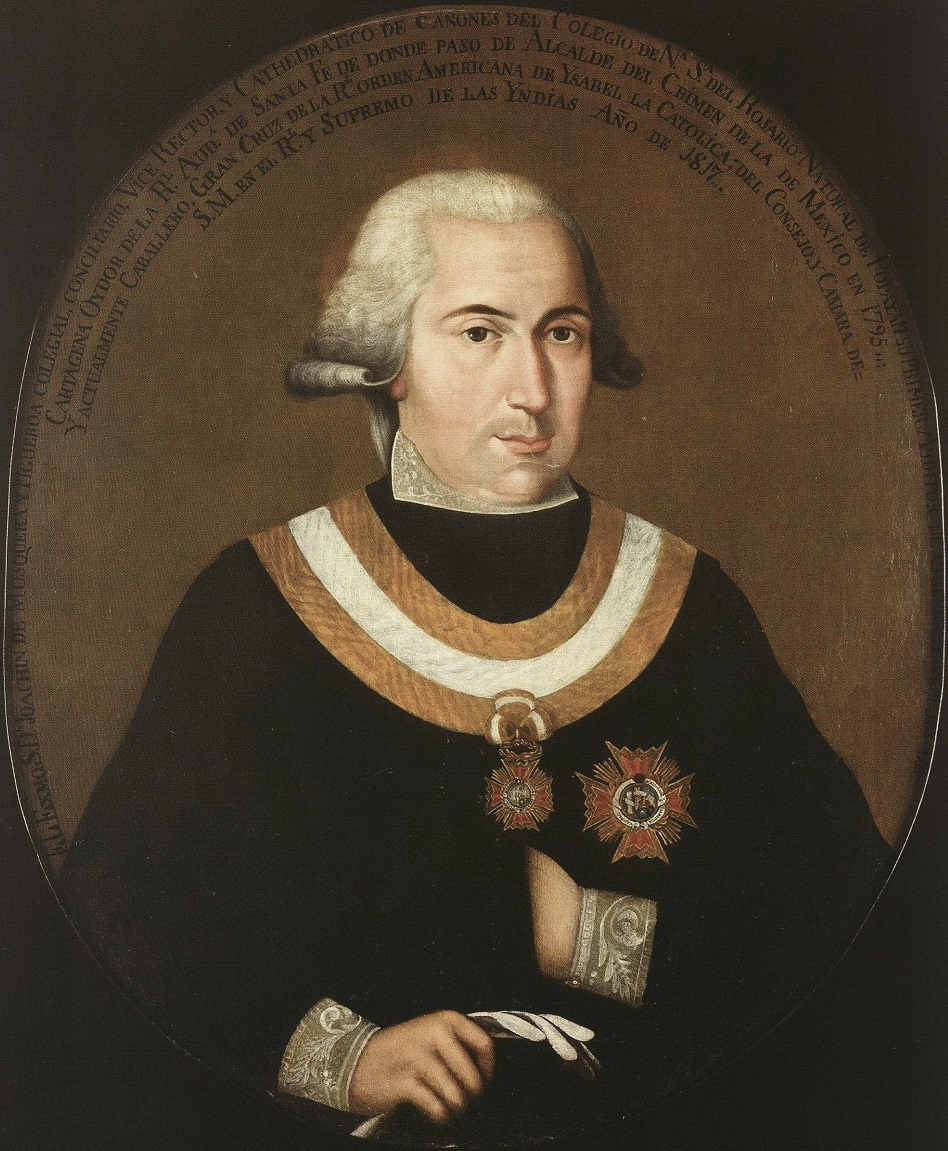
Joaquín de Mosquera y Figueroa.

- 1748: Joaquín de Mosquera y Figueroa, diputado neogranadino ante las Cortes de Cádiz y presidente del Consejo de Regencia de España (f. 1830).
- 1760: Alonso Cañedo Vigil, religioso español y diputado de las Cortes de Cádiz (f. 1829).
- 1798: Auguste Comte, filósofo francés (f. 1857).
- 1803: Sarah Helen Whitman, poetisa estadounidense (f. 1878).

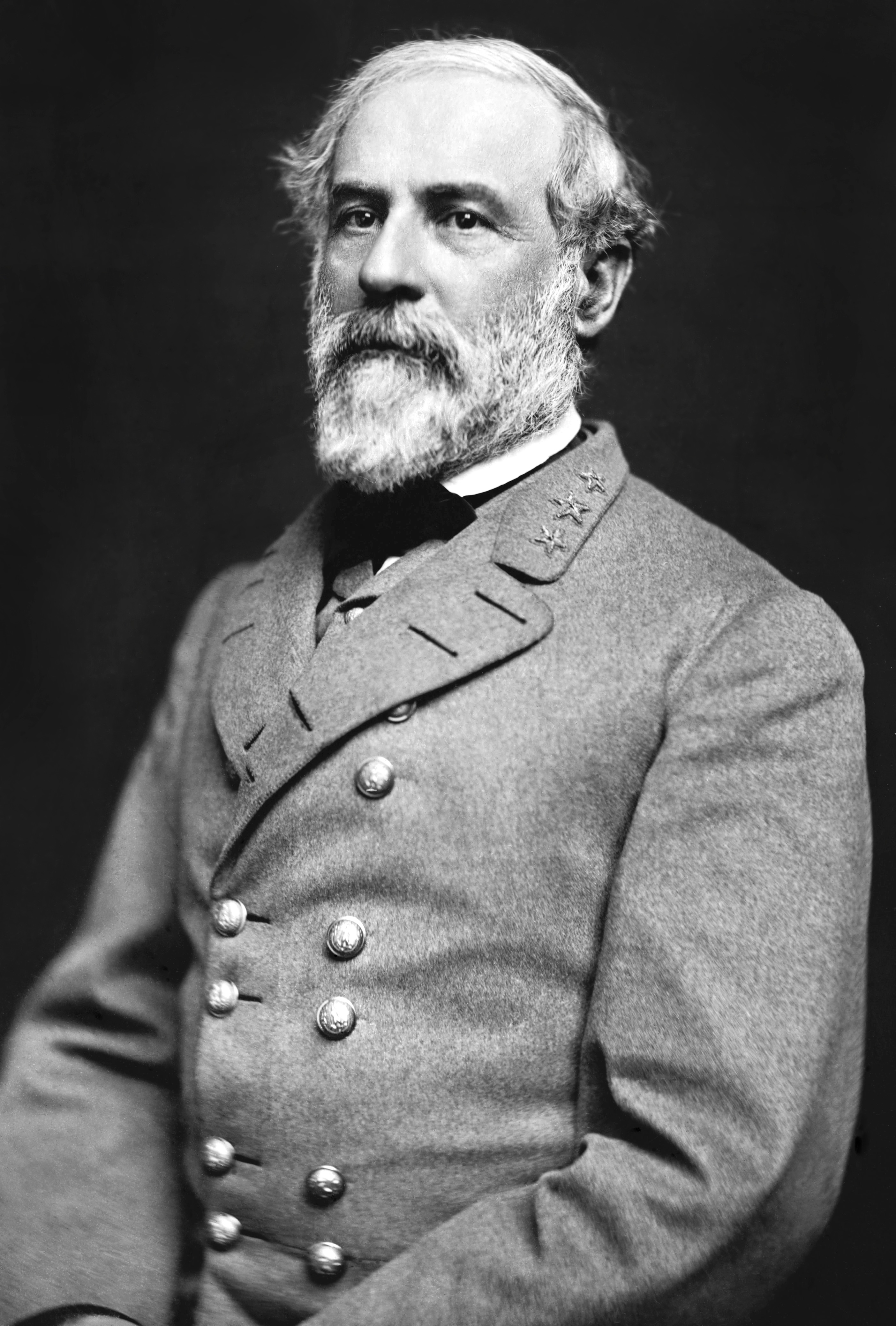
Robert E. Lee.

- 1807: Robert E. Lee, general estadounidense (f. 1870).
- 1808: Lysander Spooner, filósofo estadounidense (f. 1887).

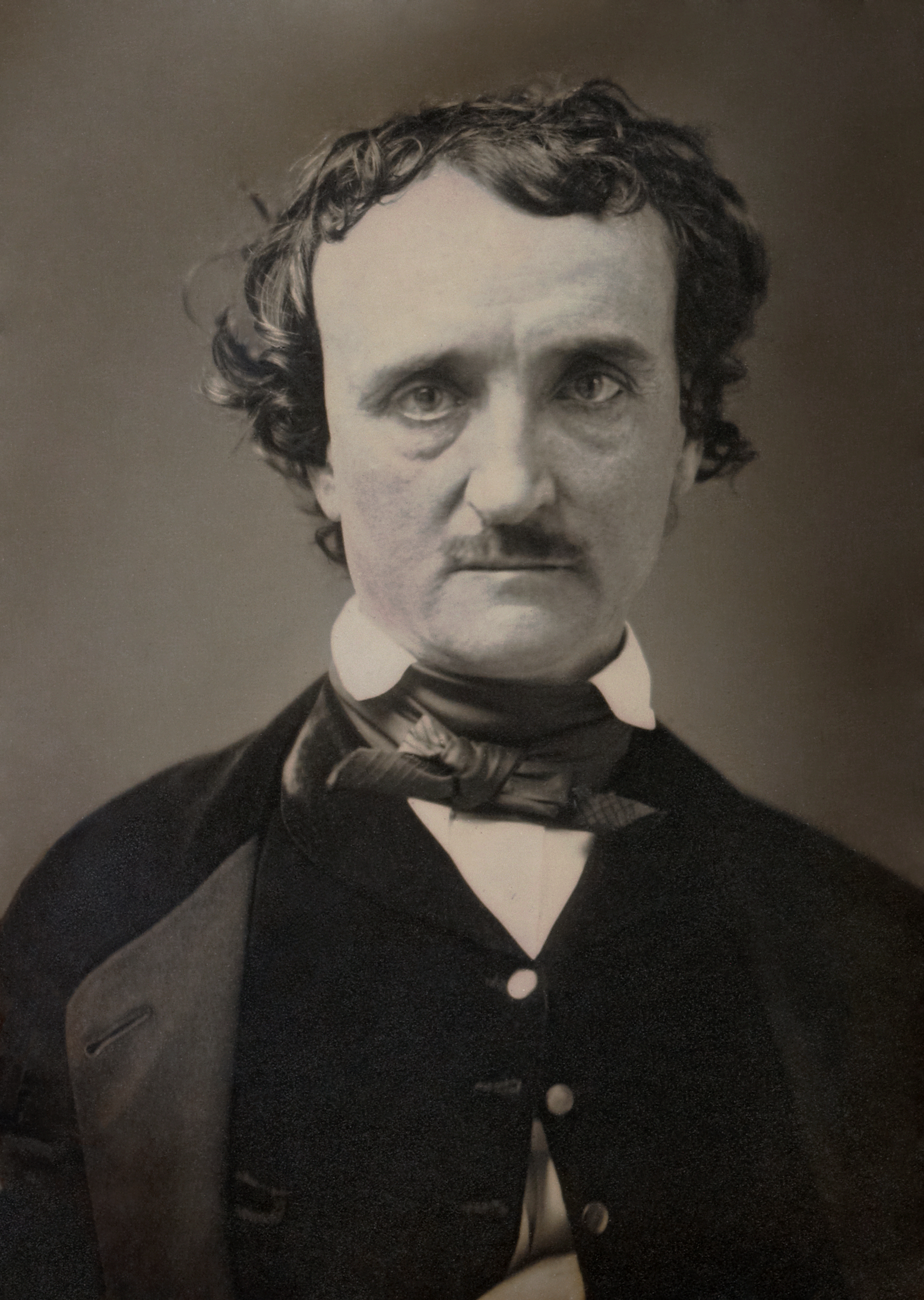
Edgar Allan Poe.

- 1809: Edgar Allan Poe, escritor estadounidense (f. 1849).
- 1813: Henry Bessemer, ingeniero británico (f. 1898).
- 1813: Ponciano Ponzano, escultor español (f. 1877).
- 1828: Manuel Cepeda Peraza, militar y político mexicano (f. 1869)
- 1832: Salvador Giner Vidal, compositor español (f. 1911).
- 1832: Philippe-Jacques Müller, botánico francés (f. 1889).
- 1839: Paul Cézanne, pintor francés (f. 1906).
- 1850: José del Perojo, filósofo, periodista y escritor español (f. 1908).
- 1851: Jacobus Kapteyn, astrónomo neerlandés (f. 1922).
- 1863: Werner Sombart, economista y sociólogo alemán (f. 1941).
- 1866: Harry Davenport, actor estadounidense (f. 1949)
- 1868: Gustav Meyrink, escritor austriaco (f. 1932).
- 1868: Georg Roemer, escultor alemán (f. 1922).
- 1872: Eisaburo Ueno, ingeniero agrónomo y docente japonés (f. 1925), dueño del famoso perro fiel Hachiko (1923-1935).
- 1879: Boris Savinkov, escritor ruso (f. 1925).

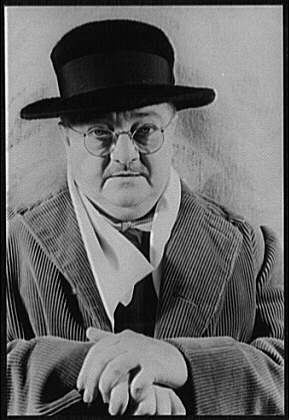
Alexander Woollcott.

- 1887: Alexander Woollcott, crítico literario estadounidense (f. 1943).
- 1889: Sophie Taeuber-Arp, pintora y escultora suiza (f. 1943).
- 1892: Ólafur Thors, político islandés (f. 1964).
- 1897: Károly Kerényi, escritor húngaro (f. 1973).
- 1899: Juan José Morosoli, escritor uruguayo (f. 1957).
- 1899: Josep Tarradellas, político español (f. 1988).
- 1901: Hans Moser, domador de caballos y jinete suizo, campeón olímpico en 1948 (f. 1974).
- 1901: Daniel-Rops, escritor e historiador francés (f. 1965).
- 1906: Buenaventura Luna, periodista, músico, compositor, poeta, libretista y político argentino (f. 1955).
- 1909: Hans Hotter, barítono alemán (f. 2003).
- 1911: Garrett Birkhoff, matemático estadounidense (f. 1996).

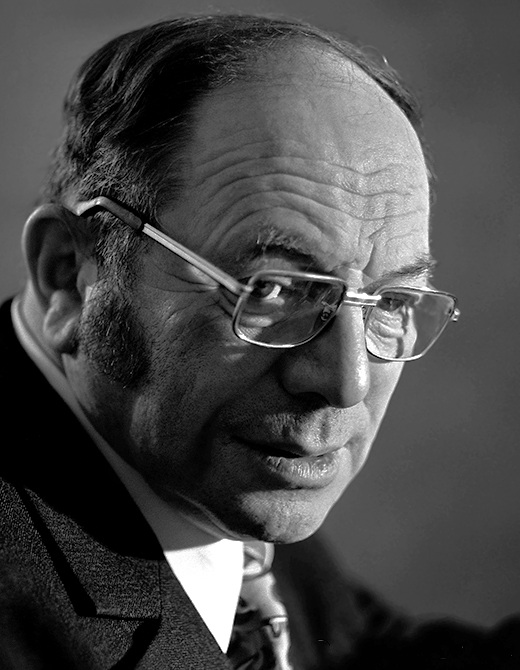
Leonid Kantorovich.

- 1912: Leonid Kantoróvich, economista e ingeniero soviético, premio nobel de economía en 1975 (f. 1986).
- 1915: Steno, cineasta italiano (f. 1988).
- 1917: John Raitt, cantante y actor estadounidense (f. 2005).
- 1919: Joan Brossa, poeta, dramaturgo y artista plástico español (f. 1998).
- 1920: Roberto Marcelo Levingston, militar y dictador argentino (f. 2015).

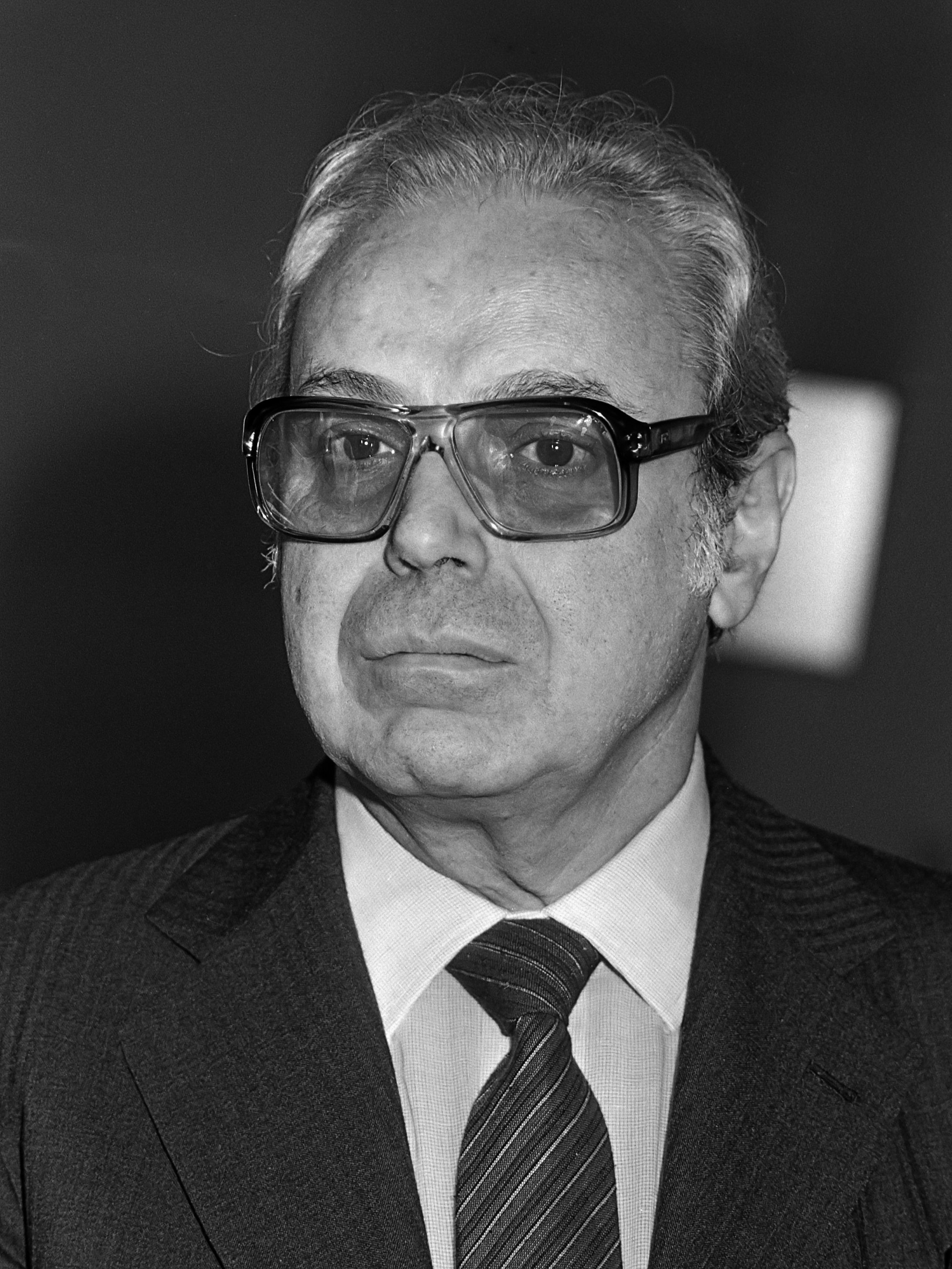
Javier Pérez de Cuéllar.

- 1920: Javier Pérez de Cuéllar, diplomático y abogado peruano, secretario general de la ONU entre 1982 y 1991 (f. 2020).
- 1921: Patricia Highsmith, escritora estadounidense (f. 1995).
- 1922: Miguel Muñoz, futbolista y entrenador español (f. 1990).
- 1922: Guy Madison, actor estadounidense (f. 1996).
- 1923: Eugénio de Andrade, poeta portugués (f. 2005).
- 1923: Landrú, humorista gráfico argentino (f. 2017).
- 1923: Jean Stapleton, actriz estadounidense (f. 2013).
- 1923: Markus Wolf, espía alemán (f. 2006).
- 1924: Jean-François Revel, filósofo, escritor y periodista francés (f. 2006).
- 1924: Nicholas Colasanto, actor estadounidense (f. 1985).
- 1925: Rocco Chinnici, jefe de fiscales y magistrado italiano asesinado por la mafia (f. 1983).
- 1926: José Alfredo Jiménez, cantautor mexicano (f. 1973).
- 1926: Fritz Weaver, actor estadounidense (f. 2016).
- 1927: Carlos Oviedo Cavada, cardenal chileno (f. 1998).
- 1927: Michael M. Rea, empresario y mecenas estadounidense (f. 1996).
- 1930: Tippi Hedren, actriz estadounidense.
- 1930: Uxío Novoneyra, escritor en lengua gallega y poeta español (f. 1999).
- 1930: René Orozco, médico y académico chileno, presidente del Club Universidad de Chile entre 1991 y 2004.
- 1931: Ítalo Rossi, actor brasileño (f. 2011).
- 1932: Richard Lester, cineasta estadounidense.

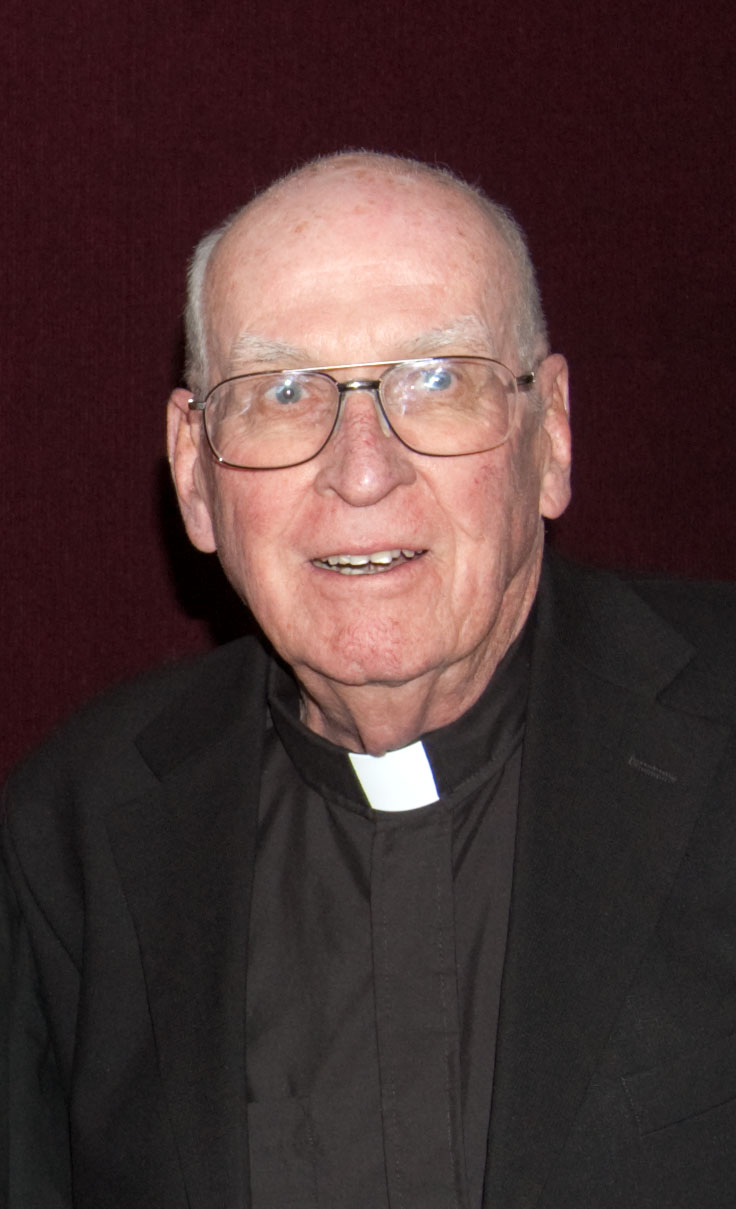
George Coyne.

- 1933: George Coyne, sacerdote jesuita y astrónomo estadounidense (f. 2020).
- 1934: César Bertrand, actor y humorista uruguayo (f. 2008).
- 1935: Octavio Cortázar, cineasta cubano (f. 2008).
- 1936: Ziaur Rahman, político y presidente bangladesí (f. 1981).
- 1939: Juan Carlos Desanzo, cineasta argentino.
- 1939: Phil Everly, músico estadounidense, de la banda The Everly Brothers (f. 2014).
- 1940: Paolo Borsellino, abogado italiano (f. 1992).
- 1942: Javier Heraud, poeta y guerrillero peruano (f. 1963).
- 1943: Larry Clark, cineasta estadounidense.

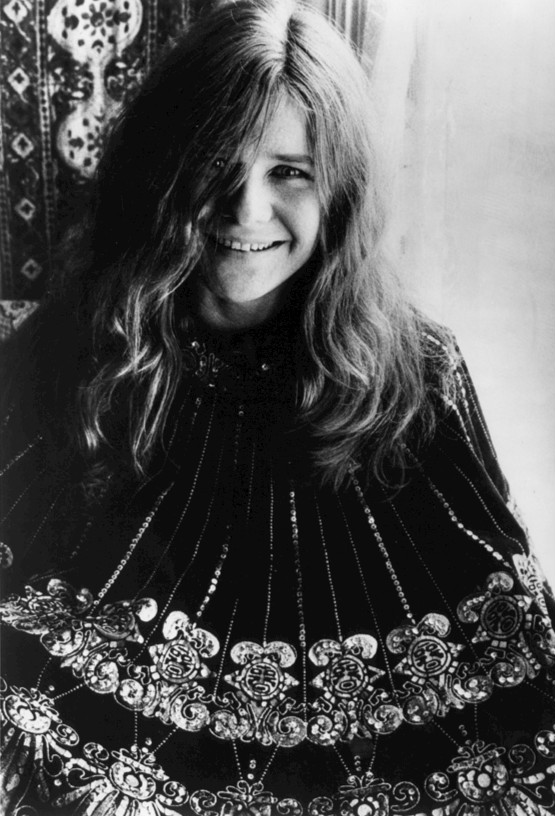
Janis Joplin.

- 1943: Janis Joplin, cantante estadounidense (f. 1970).
- 1944: Thom Mayne, arquitecto estadounidense.
- 1944: Dan Reeves, entrenador de fútbol americano estadounidense (f. 2022).
- 1944: Graciela Maglie, socióloga, escritora y guionista argentina (f. 2023).
- 1946: Julian Barnes, novelista británico.

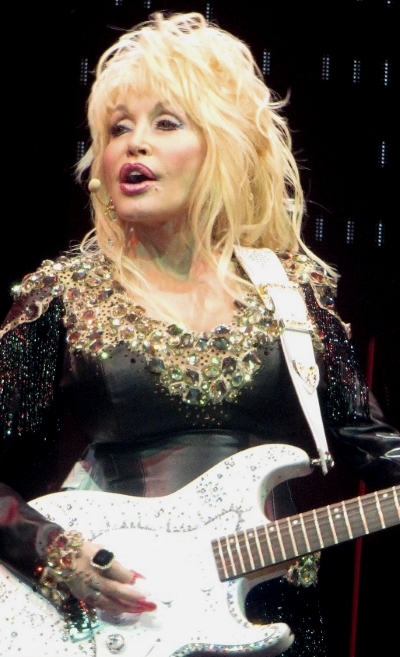
Dolly Parton.

- 1946: Dolly Parton, cantante, actriz y compositora de música country estadounidense.
- 1947: Rod Evans, músico británico, de la banda Deep Purple.
- 1948: Juan Carlos Rodríguez Ibarra, político español.
- 1949: Robert Palmer, cantante británico (f. 2003).

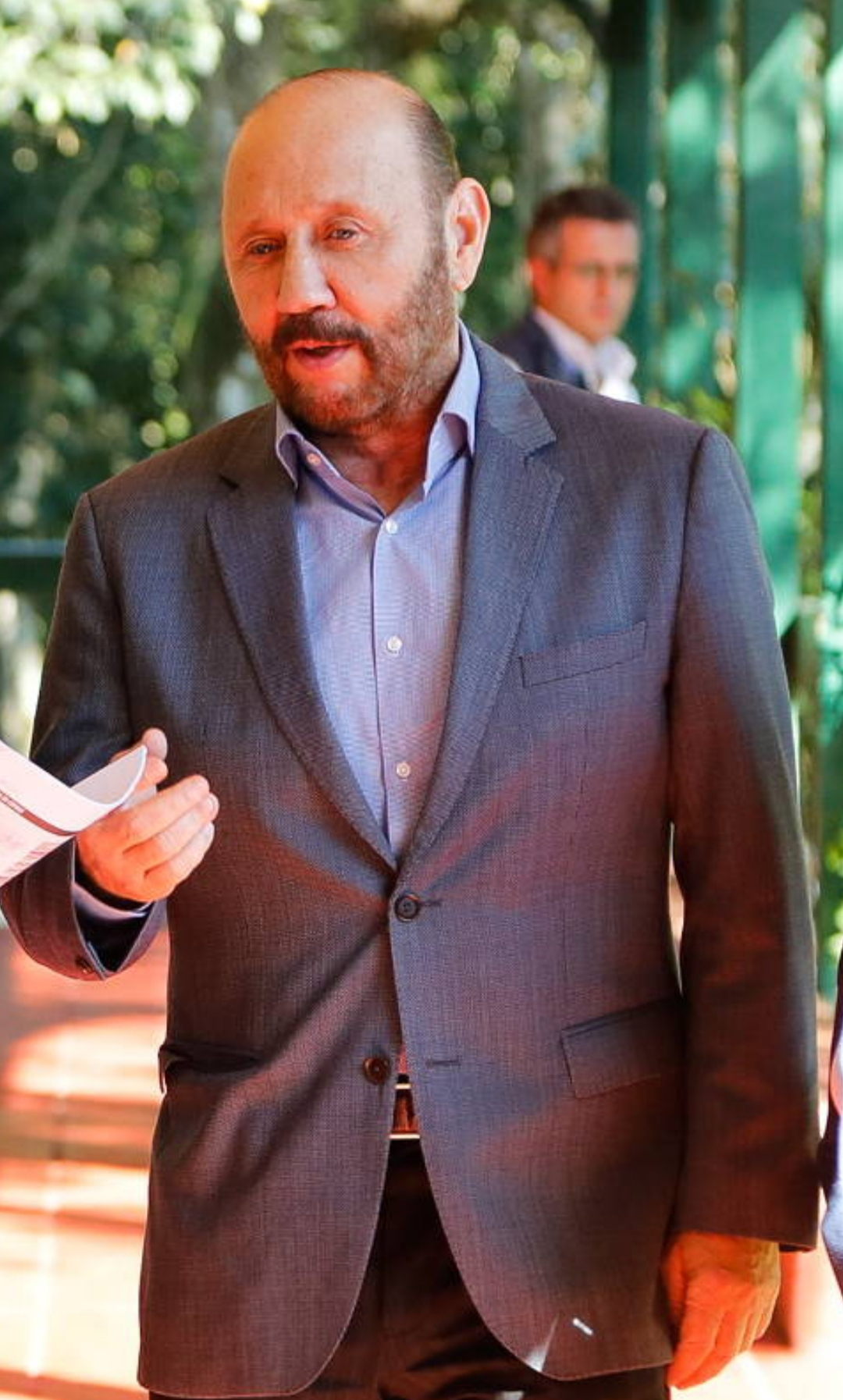
Gildo Insfrán

- 1951: Héctor Calori, actor argentino.
- 1951: Gildo Insfrán, político y veterinario argentino, Gobernador de Formosa desde 1995.
- 1952: Carlos Eduardo Robledo Puch, asesino serial argentino.
- 1953: Linda Hayden, actriz británica.
- 1954: Katey Sagal, actriz estadounidense.
- 1954: Cindy Sherman, fotógrafa estadounidense.
- 1955: Víctor Gaviria: director de cine, guionista, poeta y escritor colombiano.
- 1955: Tony Mansfield, productor discográfico y músico británico.
- 1955: Simon Rattle, director de orquesta y músico británico.
- 1955: Valentina Alazraki, periodista y escritora mexicana.
- 1957: Kenneth McClintock, político puertorriqueño.
- 1958: Thomas Kinkade, pintor estadounidense (f. 2012).

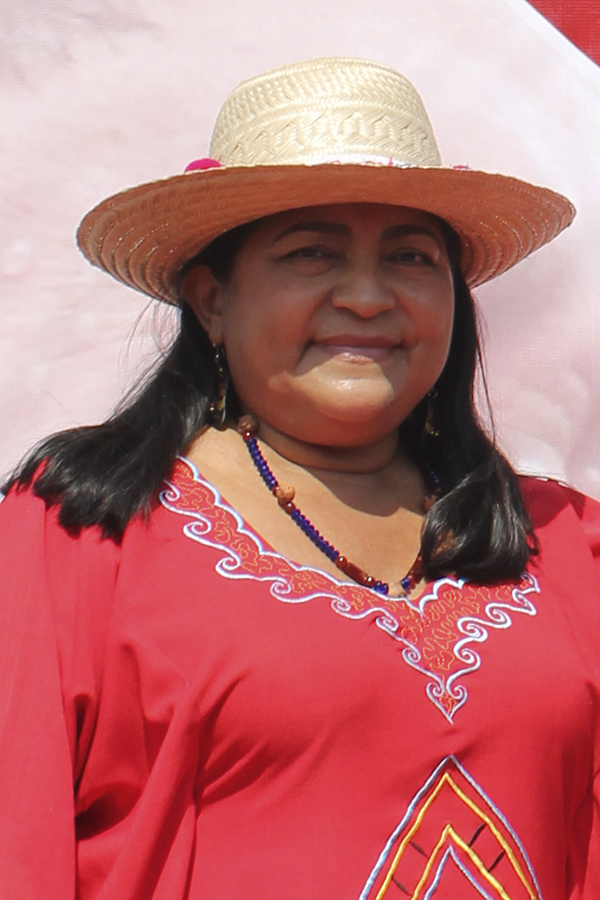
Dorelis Echeto.

- 1960: Mauro Tassotti, futbolista italiano.
- 1961: Paul McCrane, actor estadounidense.
- 1961: William Ragsdale, actor estadounidense.
- 1962: Jeff Van Gundy, entrenador estadounidense de baloncesto.
- 1963: Juantxu Olano, bajista español, de la banda Platero y Tú.
- 1963: Caron Wheeler, cantante británica, de la banda Soul II Soul.
- 1963: John Bercow, político británico.

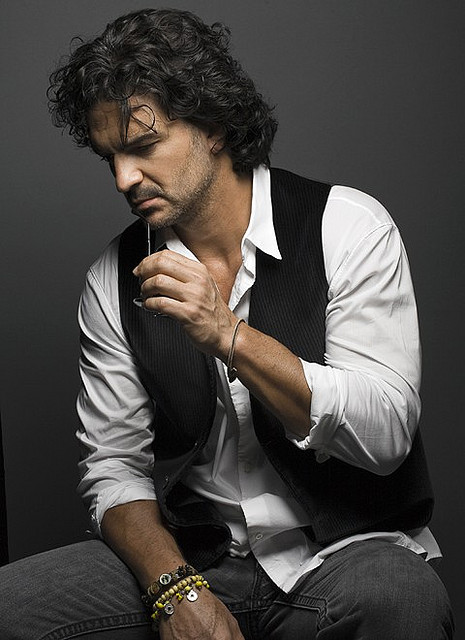
Ricardo Arjona.

- 1964: Ricardo Arjona, cantautor guatemalteco.
- 1964: Mausi Martínez, actriz argentina.

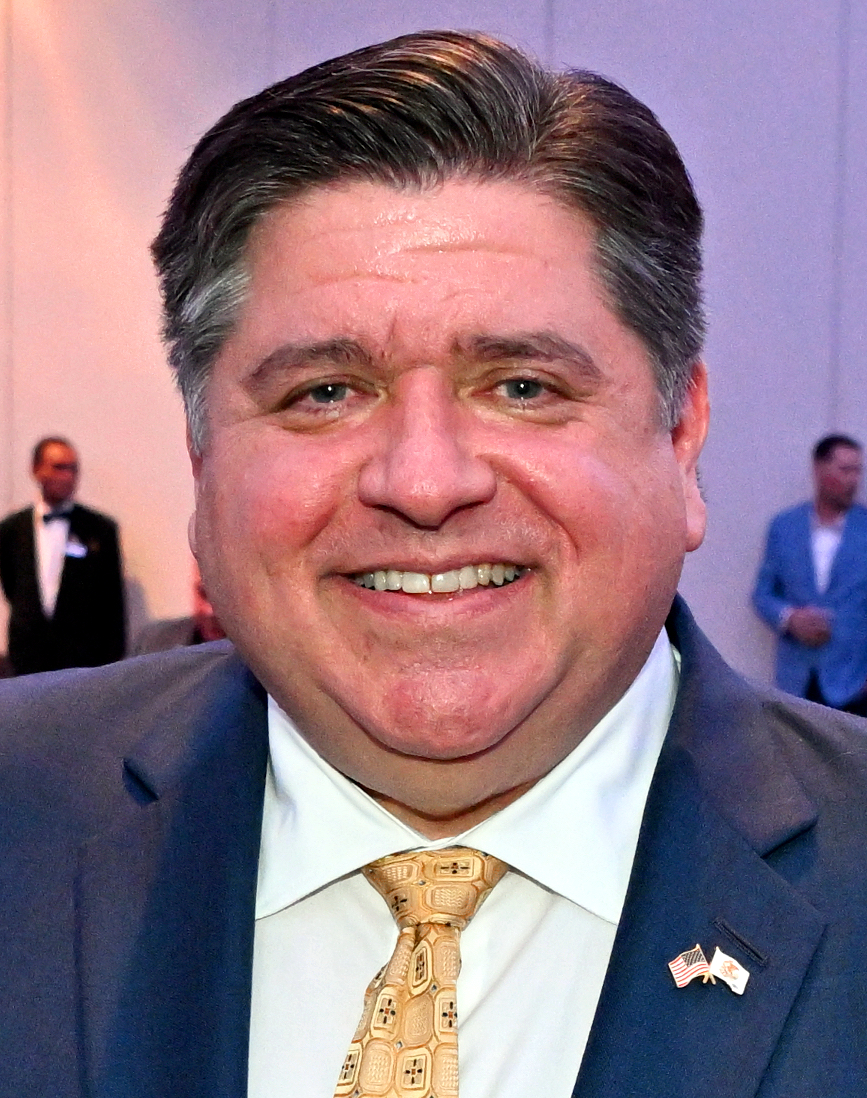
J. B. Pritzker

- 1965: Juan Carlos Rodríguez Moreno, futbolista español.
- 1965: Masaki Aizawa, seiyū japonés.
- 1965: J. B. Pritzker, político estadounidense.
- 1966: Stefan Edberg, tenista sueco.
- 1966: Tito Horford, baloncestista dominicano.
- 1966: Lena Philipsson, cantante sueca.
- 1966: Juan Soler, actor argentino-mexicano.
- 1967: Javier Cámara, actor español.
- 1967: Dorelis Echeto, docente, política y activista indígena venezolana.
- 1968: Whitfield Crane, músico estadounidense, de la banda Ugly Kid Joe.
- 1969: Luc Longley, baloncestista australiano.
- 1969: Predrag Mijatović, futbolista montenegrino.
- 1969: Carolina Papaleo, actriz argentina.
- 1969: Junior Seau, jugador estadounidense de fútbol americano (f. 2012).
- 1969: Steve Staunton, futbolista irlandés.
- 1971: Shawn Wayans, actor estadounidense.
- 1972: Ron Killings, luchador profesional estadounidense.
- 1972: Drea de Matteo, actriz estadounidense.
- 1973: Ann Kristin Aarønes, futbolista noruega.
- 1973: Karen Lancaume, actriz pornográfica francesa (f. 2005).
- 1973: Oswaldo Mackenzie, futbolista colombiano.
- 1973: Antero Manninen, violonchelista finlandés, de la banda Apocalyptica.
- 1973: Thomas Myhre, futbolista noruego.
- 1973: Margarita Ortega Cadavid, actriz y periodista colombiana.
- 1973: Yevgeny Sadovyi, nadador ruso.
- 1974: Marcelo Baron Polanczyk, futbolista brasileño.
- 1974: Natassia Malthe, actriz y modelo noruega.
- 1974: Jaime Moreno, futbolista boliviano.
- 1974: Pablo Quatrocchi, futbolista argentino.
- 1974: Tarik Oulida, futbolista y entrenador neerlandés.
- 1976: Tarso Marques, piloto brasileño de Fórmula 1.
- 1977: Lauren Étamé Mayer, futbolista camerunés.
- 1977: Nicole, cantante chilena.
- 1978: Paloma Valencia, es una abogada, política y líder de opinión colombiana.
- 1979: Andreína Álvarez, actriz, profesora de actuación y humorista venezolana.
- 1979: Svetlana Khorkina, gimnasta rusa.
- 1979: Adriana Ángeles Lozada, yudoca mexicana.
- 1979: Eneko Romo, futbolista español.
- 1979: Josu Sarriegi, futbolista español.
- 1980: Jenson Button, piloto británico de Fórmula 1.
- 1980: Pasha Kovalev, coreógrafo ruso.
- 1980: Marbelle, cantante y actriz colombiana.
- 1980: Emanuel Moriatis, piloto de automovilismo argentino.
- 1981: Lucho González, futbolista argentino.
- 1982: Angela Chang, actriz y cantante taiwanesa.
- 1982: Jodie Sweetin, actriz estadounidense.
- 1983: Hikaru Utada, cantante japonesa-estadounidense.
- 1984: Karun Chandhok, piloto de carreras indio.

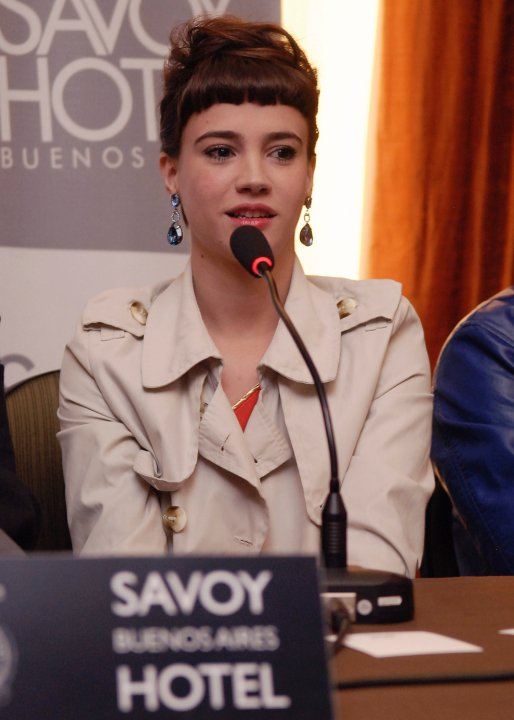
Celeste Cid.

- 1984: Celeste Cid, actriz argentina.
- 1984: Nicolás Pareja, futbolista argentino.
- 1984: Hamdi Salihi, futbolista albanés.
- 1985: Damien Chazelle, cineasta, guionista y productor de cine estadounidense.
- 1985: Antonio Tomás González, futbolista español.
- 1986: Rudy Carlier, futbolista francés.
- 1986: José Manuel Contreras, futbolista guatemalteco.
- 1986: Claudio Marchisio, futbolista italiano.
- 1986: Yui Makino, seiyū japonesa.
- 1987: Nicolás Magaldi, conductor de televisión y locutor argentino.
- 1987: Edgar Manucharyan, futbolista armenio.
- 1988: JaVale McGee, baloncestista estadounidense.
- 1988: Javier Modrego, exfutbolista español.
- 1989: Dustin Poirier, peleador de MMA estadounidense.
- 1990: Lina Cardona, actriz y modelo colombiana.
- 1990: Shaunette Renée Wilson, actriz estadounidense nacida en Guyana.
- 1991: Laura de León, actriz, modelo y presentadora de televisión colombiana.
- 1991: Erin Sanders, actriz estadounidense.
- 1992: Shawn Johnson, gimnasta estadounidense.
- 1992: Logan Lerman, actor estadounidense.

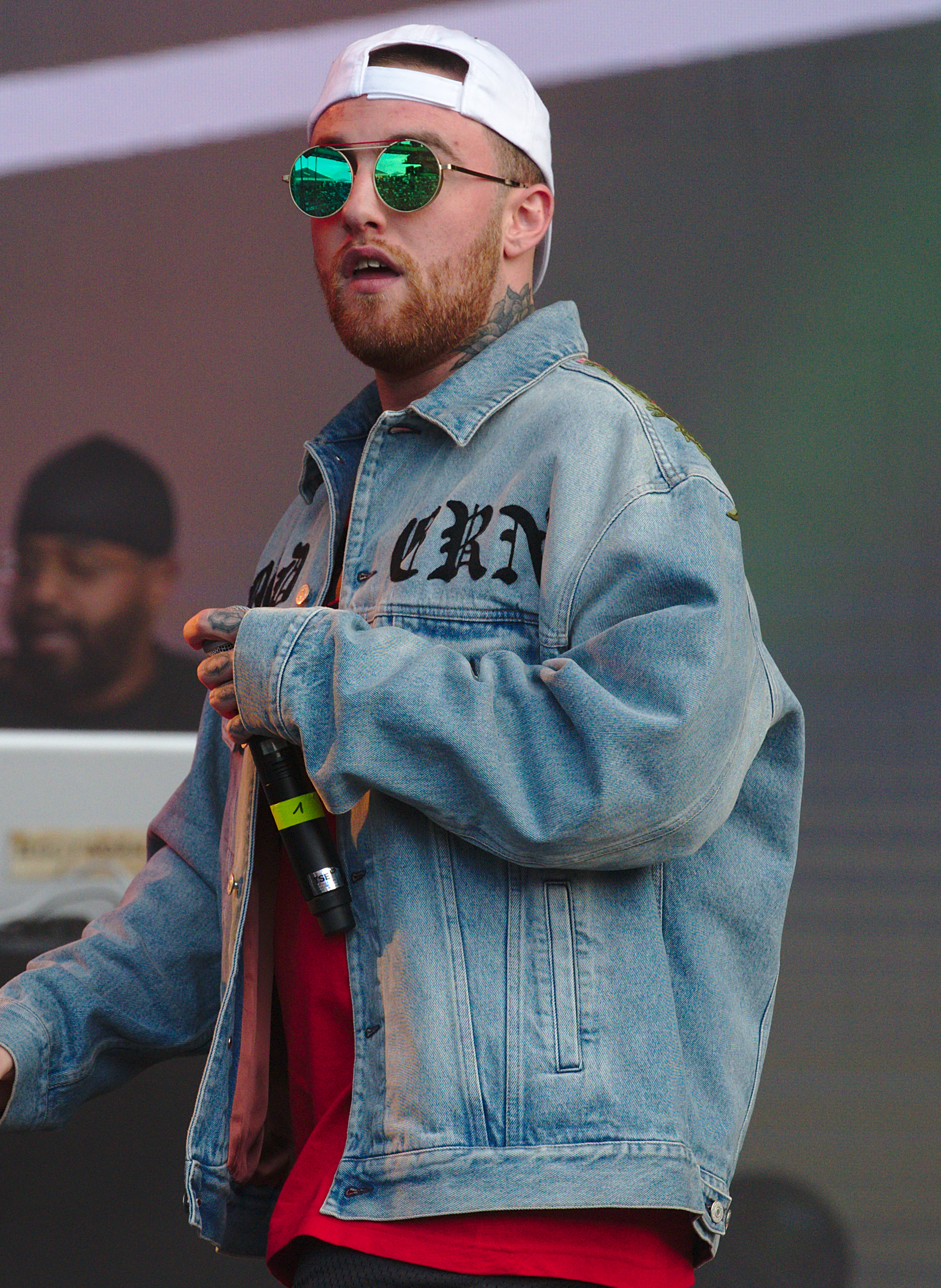
Mac Miller

- Mac Miller1992: Mac Miller, rapero estadounidense (f. 2018).
- 1993: João Mário, futbolista portugués
- 1993: Misaki Kuno, seiyū japonesa.
- 1993: Kenyi Adachi, futbolista mexicano.
- 1994: Matthias Ginter, futbolista alemán.
- 1994: Guillermo Soto, futbolista chileno.
- 1995: Maxi Rolón, futbolista argentino (f. 2022).
- 1996: Edson Gutiérrez, futbolista mexicano.
- 1997: Edin Atić, baloncestista bosnio.
- 1997: Alfredo Bifulco, futbolista italiano.
- 1998: Giovanna Grigio, actriz brasileña.
- 1999: Donyell Malen, futbolista neerlandés.
- 1999: Lucas Ribeiro, futbolista brasileño.
- 1999: Tomás Alarcón, futbolista chileno.
- 1999: Sergio Ibáñez Bañón, yudoca español.
- 1999: Myjailo Havryliuk, atleta ucraniano.
- 1999: Enrica Piccoli, nadadora italiana.
- 1999: Leri Abuladze, luchador georgiano.
- 1999: Nicolae Păun, futbolista rumano.
- 1999: Kim Si-eun, actriz surcoreana.
- 2000: Juan Miranda González, futbolista español.
- 2000: Choi Da-bin, patinadora artística sobre hielo surcoreana.
- 2000: Elena Gallardo, actriz española.
- 2000: Arturs Kurucs, baloncestista letón.
- 2000: Daniel Garrido Peña, futbolista español.
- 2000: Cheikh Niasse, futbolista senegalés.
- 2000: George Acosta, futbolista colombo-estadounidense.
- 2000: Filip Ličman, atleta checo.
- 2000: Joaquín Abdala, futbolista chileno.
- 2000: Sang-hyuk Lee, futbolista surcoreano.
- 2001: Ed Maverick, cantante y compositor mexicano.
- 2001: Alex Timossi Andersson, futbolista sueco.
- 2002: Reinier Jesus, futbolista brasileño.
- 2003: Maksim Paskotši, futbolista estonio.
- 2003: Ilaix Moriba, futbolista guineano.
- 2003: Felix Afena-Gyan, futbolista ghanés.
- 2006: Lana Pudar, nadadora bosnia.

## Fallecimientos
- 639: Dagoberto I, rey franco (n. 603).
- 1305: Roger de Lauria, almirante aragonés (n. 1250).
- 1405: Tamerlán, emperador mongol (n. 1336).
- 1576: Hans Sachs, poeta alemán (n. 1494).
- 1720: Leonor Magdalena de Palatinado-Neoburgo, emperatriz austriaca (n. 1655).
- 1729: William Congreve, poeta y dramaturgo británico (n. 1670).
- 1755: Jean-Pierre Christin, físico francés (n. 1683).
- 1786: Juan Vicente Bolívar y Ponte, aristócrata venezolano (n. 1726).
- 1795: Louis Georges Érasme de Contades, militar francés (n. 1704).
- 1819: Carlos IV, rey español (n. 1748).
- 1833: Louis Joseph Ferdinand Herold, compositor francés (n. 1791).
- 1851: Esteban Echeverría, poeta argentino (n. 1805).
- 1865: Pierre-Joseph Proudhon, escritor y teórico político anarquista francés (n. 1809).
- 1869: Carl Reichenbach, químico y filósofo alemán (n. 1788).
- 1874: August Heinrich Hoffmann von Fallersleben, escritor alemán (n. 1798).
- 1878: Henri Victor Regnault físico y químico francés (n. 1810).
- 1883: Charles-Emmanuel Sédillot, médico francés (n. 1804).
- 1905: Debendranath Tagore, filósofo indio (n. 1817).
- 1906: Bartolomé Mitre, político, militar, escritor y presidente argentino (n. 1821).
- 1906: Marcelo Spínola, arzobispo español (n. 1835).
- 1920: Enrique Corbellini, médico cirujano, ensayista y catedrático argentino (n. 1872).
- 1927: Carlota de México, aristócrata y emperatriz mexicana (n. 1840).
- 1930: Frank P. Ramsey, matemático y filósofo británico (n. 1903).
- 1947: Manuel Machado, poeta español (n. 1874).
- 1952: Sunao Tawara, patólogo japonés (n. 1873).
- 1954: Theodor Kaluza, matemático y físico alemán (n. 1885).
- 1959: Consuelo Álvarez Pool, Violeta, telegrafista, periodista, escritora, traductora española (n. 1867)
- 1964: Firmin Lambot, ciclista belga (n. 1886).
- 1969: Abelardo Bonilla Baldares, político costarricense (n. 1898).
- 1969: Jan Palach, estudiante y activista checo (n. 1948).
- 1976: Hidetsugu Yagi, ingeniero japonés (n. 1886).
- 1978: Francisco Cantera Burgos, humanista, hebraísta e historiador español (n. 1901).
- 1982: Elis Regina, cantante brasileña (n. 1945).
- 1983: Ham el Chimpancé￼￼, primer homínido en volar al espacio exterior (n.1957)
- 1983: Luis Marco Pérez, escultor español (n. 1896).
- 1985: Eric Voegelin, filósofo alemán (n. 1901).
- 1986: Humberto Martínez Salcedo, fue un actor, periodista, humorista y director de cine colombiano. (n. 1932).
- 1986: Enrique Tierno Galván, político español (n. 1918).
- 1987: Gerald Brenan, escritor e hispanista británico (n. 1894).
- 1988: Evgeny Mravinsky, director de orquesta y músico soviético (n. 1903).
- 1990: Osho, filósofo y místico indio (n. 1931).
- 1991: John Russell, actor estadounidense (n. 1921).
- 1992: Eduardo Barreiros, empresario español (n. 1919).
- 1995: Patricia Teherán, cantante colombiana (n. 1969).
- 1997: Adriana Caselotti, actriz estadounidense (n. 1916).
- 1998: Carl Perkins, músico estadounidense (n. 1932).
- 1999: José María Navasal, periodista español radicado en Chile (n. 1916).
- 2000: Bettino Craxi, político y primer ministro italiano (n. 1934).
- 2000: Hedy Lamarr, actriz estadounidense de origen austríaco (n. 1914).
- 2001: Alberto Gallardo, futbolista y entrenador peruano (n. 1940).
- 2001: Darío Vittori, actor ítalo-argentino (n. 1921).
- 2002: Vavá, futbolista brasileño (n. 1934).
- 2003: Milton "Chocolate" Flores, futbolista hondureño (n. 1974).
- 2003: Françoise Giroud, escritora y periodista francesa (n. 1916).
- 2003: Remo Lauricella, violinista británico (n. 1912).
- 2003: Pedro Orgambide, escritor polígrafo y guionista argentino (n. 1929).
- 2003: Alfredo Zalce, pintor y escultor mexicano (n. 1908).
- 2005: Carlos Cortez, artista anarquista estadodunidense (n. 1923).
- 2006: Tony Franciosa, actor estadounidense (n. 1928).
- 2006: Wilson Pickett, cantante estadounidense de soul (n. 1941).
- 2007: Hrant Dink, periodista turco (n. 1954).
- 2007: Scott Bigelow, luchador profesional estadounidense (n. 1961).
- 2008: Suzanne Pleshette, actriz estadounidense (n. 1937).
- 2009: Anastasia Babúrova, periodista anarquista rusa (n. 1983).
- 2013: Taihō Kōki, luchador japonés de sumo (n. 1940).
- 2013: Hans Massaquoi, periodista y escritor alemán (n. 1926).
- 2013: Stan Musial, beisbolista estadounidense (n. 1920).
- 2013: A. Rafiq, actor y cantante indonesio (n. 1948).[2]
- 2013: Marcel Sisniega, ajedrecista y cineasta mexicano (n. 1959).
- 2013: Ian Wells, futbolista británico (n. 1964).
- 2014: Christopher Chataway, atleta y político británico (n. 1931).
- 2015: Anne Kirkbride, actriz británica (n. 1954).
- 2015: Robert Manzon, piloto francés de automovilismo (n. 1917).
- 2015: Canserbero, rapero y compositor venezolano (n. 1988).
- 2016: Ettore Scola, cineasta italiano (n. 1931).
- 2016: Sheila Sim, actriz británica (n. 1922).
- 2017: Loalwa Braz, cantante brasileña, de la banda Kaoma (n. 1953).
- 2017: Miguel Ferrer, actor estadounidense (n. 1955).
- 2018: Fredo Santana, rapero estadounidense (n. 1990).
- 2020: Jimmy Heath, músico, saxofonista, compositor y arreglista de jazz estadounidense (n. 1926).
- 2022: Gaspard Ulliel (37), actor y modelo francés (n. 1984).
- 2022: Hardy Krüger (93), actor y escritor alemán (n. 1928).
- 2023: David Crosby, guitarrista y cantautor estadounidense (n. 1941).

## Celebraciones
- Día de las Palomitas de maíz.[3]Esta celebración conmemora uno de los más populares aperitivos que existen. Se hacen calentando en un sartén o en el microondas granos secos de algunas variedades de maíz y acompañándolas de sal o mantequilla.
En muchos países se les conoce con un nombre diferente (como canchita, pororó y más), por ejemplo: 
  -  Argentina: Pochoclo.
  -  Brasil y  Bolivia: Pipoca.
  -  Chile: Cabritas.
  -  Colombia: Crispetas.
  -  Cuba: Rositas de maíz.
  -  Ecuador: Canguil.
  -  España y  México: Palomitas.
  -  Estados Unidos: Popcorn.
  -  Venezuela: Cotufas.

- Día Mundial del Queso Quark.[4]También conocido simplemente como quark o Weißkäse, es un queso batido, de textura untuosa y blanca, de aroma fresco y sabor ligeramente ácido. Se elabora con leche de vaca y tiene un contenido medio de calorías (por ejemplo 80 gramos aportan entre 38 y 91 calorías según variedad). Es muy empleado en la cocina alemana, en la cocina de Austria (Topfen) y en la cocina de los Países Bajos. También en países de Europa Central, como Polonia, y del Este, como Lituania, Estonia, Ucrania, Bielorrusia y Rusia. Se emplea en la elaboración de algunas salsas y como relleno de diferentes postres.

 Por países
(Por orden alfabético)
- Argentina: 
  - Día de los Muertos de la Aviación Militar. En conmemoración del fallecimiento del teniente aviador Manuel Félix Origone.[5]
  - Día del Trabajador Cervecero.[6]Se conmemora la creación este día de 1950 de la Federación Argentina de Trabajadores Cerveceros y Afines. La fecha coincide con el pleno verano en el país, fechas en la que aumenta el consumo de cerveza.

- Estados Unidos: 
  -  Texas:
    - Día de los Héroes Confederados.
(en inglés: Confederate Heroes Day).
      - y su recordatorio relacionado en  Alabama,  Arkansas,  Florida,  Georgia y  Mississippi:
        - Día de Robert E. Lee. 
(en inglés: Robert E. Lee Day).

- India: 
  - Día de Kokborok (Día del Idioma Tripuri). Las Lenguas bodo-garo constituyen una pequeña familia de lenguas sino-tibetanas habladas en noreste de India. El término "bodo" no debe confundirse con el término "bódico" para referirse a lenguas sino-tibetanas del grupo del tibetano-himalayo. Es un festival en el estado indio de Tripura que celebra la cultura del idioma Kokborok.
(en inglés: Kokborok Day ● Tripuri Language Day).

- Islandia: 
  - Día del Marido.
(en inglés: Husband's Day).

Religiosas
- Epifanía Ortodoxa. (no confundir con Epifanía Católica). La celebración de la Epifanía Ortodoxa es uno de los eventos más sagrados en la tradición ortodoxa. La práctica de bañarse al aire libre simboliza la conmemoración del bautismo de Cristo en el río Jordán. Es habitual que, en la víspera de la celebración (18 de enero), las personas se sumerjan en las frías aguas de ríos y lagos como una prueba de su fe. En ciertas regiones de Rusia y Ucrania, esta práctica se lleva a cabo incluso en condiciones de temperaturas bajo cero.
La Fiesta de Epifanía en la Iglesia Católica se celebra el 6 de enero.

- Eritrea:
  - Epifanía Copta.

- Etiopía:
  - Epifanía (Reyes Magos).

- Georgia:
  - Epifanía ortodoxa.[7]

- Macedonia del Norte:
  - Vodici (Bautismo de Jesús).
(en macedonio: Водици, Vodici).

## Santoral católico

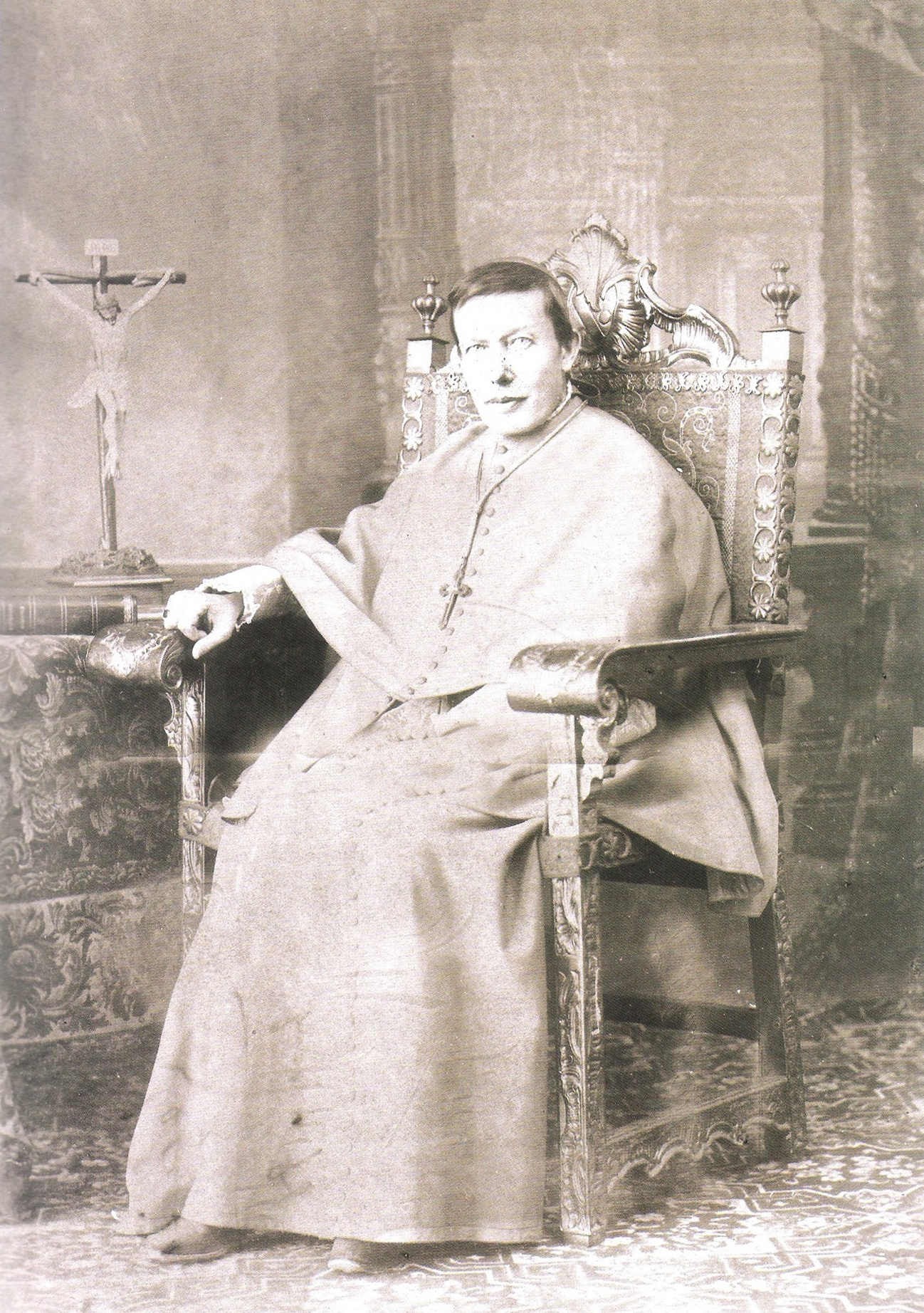
Marcelo Spínola, beato español fundador de El Correo de Andalucía.

- San Germánico de Esmirna, mártir (c. 167).
- San Ponciano de Spoleto, mártir (s. II).
- Santos Mario, Marta, Audifax y Ábaco de Roma, mártires (c. s. IV).
- San Macario el Grande, presbítero y abad (c. 390).
- San Macario el Alejandrino, presbítero y abad (s. V).
- San Basiano de Lodi, obispo (409).
- Santas Liberada y Faustina de Como, vírgenes (580).
- San Launomaro de Corbión, abad (c. 593).
- San Juan de Ravena, obispo (595).
- San Remigio de Rouen, obispo (c. 762).
- San Arsenio de Corfú, obispo (s. X).
- Beato Marcelo Spínola y Maestre, obispo (1906).(imagen ilustrativa).